# دينا الجارم
دينا الجارم خبيرة في التجميل الصحي والمعالجات العطرية ومعدة ومقدمة برنامج زينة على قناة اقرأ واستشارية بموقع إسلام أون لاين، وهي حفيدة الشاعر علي الجارم.

## وصلات خارجية
- الإعلامية المصرية دينا الجارم: أحب سورية كثيراً، جريدة الوحدة
- حوارات مع دينا الجارم على موقع إسلام أون لاين